# Franzosenfriedhof (Nordhorn)

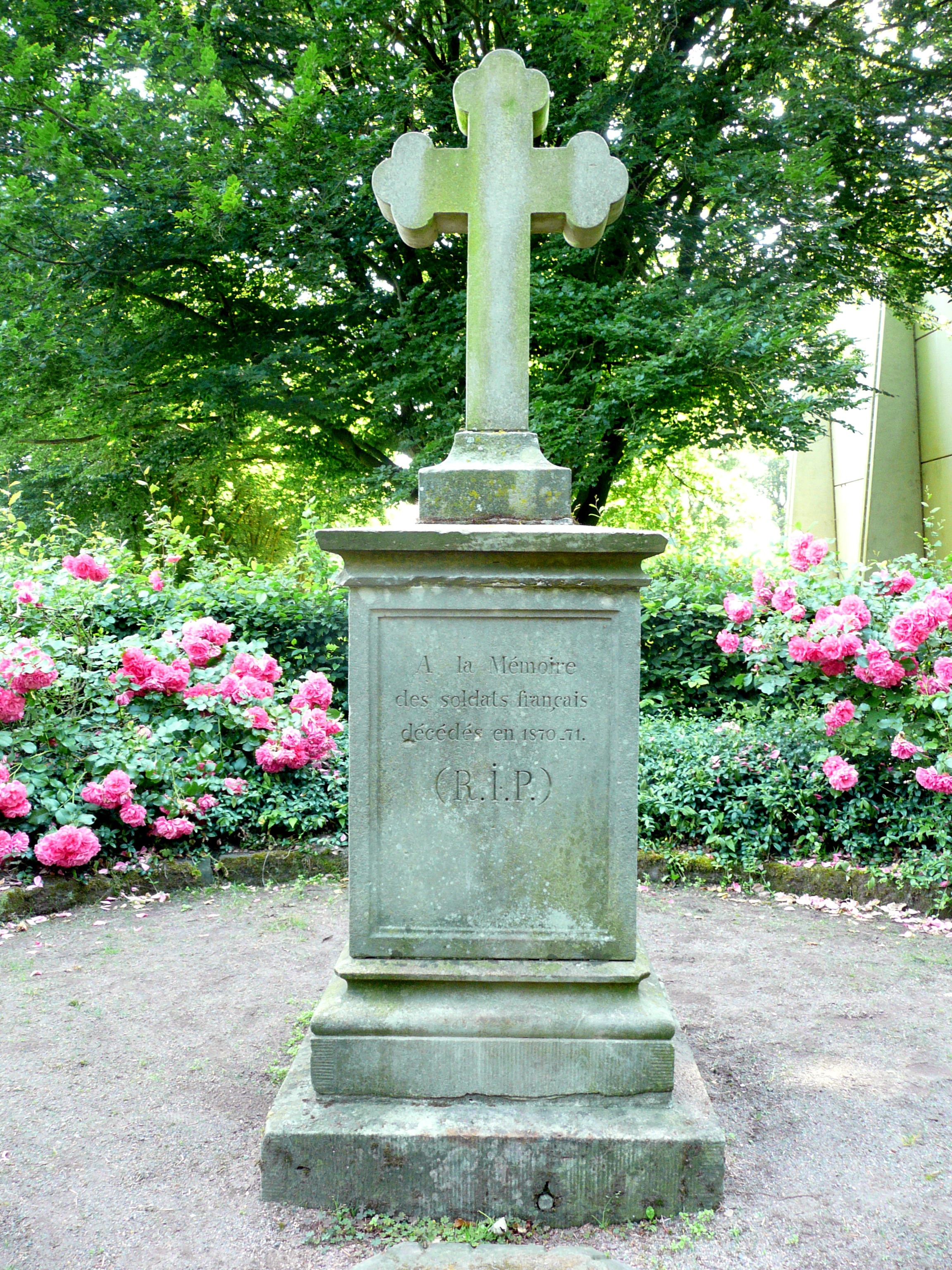
Steinkreuz als Mittelpunkt des Franzosenfriedhofs

Die im Volksmund Franzosenfriedhof genannte Gedenkstätte am Kloster Frenswegen ist das älteste Kriegerdenkmal im Stadtgebiet Nordhorns.
Auf diesem Friedhof direkt neben der Klosterkapelle ruhen sieben französische Kriegsgefangene aus dem Deutsch-Französischen Krieg. Er stammt von 1870/71, als bis zu 450 französische Kriegsgefangene im Kloster Frenswegen interniert waren. Er wurde in den 1960er Jahren zur Gedenkstätte umgebaut.
Die Anlage steht im Rahmen des Ensembles Kloster Frenswegen unter Denkmalschutz.

## Geschichte
Während des Deutsch-Französischen Kriegs 1870/71 wurden in den Klostergebäuden bis zu 450 französische Kriegsgefangene interniert. Durch eine Blattern-Infektion starben sieben Gefangene, die bei der Klosteranlage in der Nähe der damaligen Kirche – neben der heutigen Kapelle – beigesetzt wurden.
Bis in die 1930er Jahre hielt der Nordhorner Kriegerverein an diesem Friedhof regelmäßige Gedenkveranstaltungen ab.
Zunächst war jedes Einzelgrab mit einfachen Holzkreuzen versehen, die im Lauf der Zeit jedoch vermoderten und morsch wurden. Das in der Mitte der kleinen Anlage auf einem Sandsteinsockel errichtetes Steinkreuz ist jedoch erhalten. Der viereckige Sockel trägt an den Seitenflächen die Namen der Verstorbenen. Auf der Vorderseite steht die Inschrift:

„A la mémoire des soldats français décédes en 1870–1871 R.I.P
(Zur Erinnerung an die französischen Soldaten, gestorben 1870–1871. Mögen sie in Frieden ruhen.“

Auf der Rückseite ist zu lesen:

„Erigé par leurs Compatriotes
(Errichtet von ihren Landsleuten)“

In den ersten Jahren nach dem Krieg wurde der Friedhof von der französischen Regierung unterhalten, später übernahmen Mitglieder des Krieger- und Landwehrvereins Nordhorn die Betreuung. Nach dessen Auflösung wurden die Anlage viele Jahre von Schülerinnen und Schülern der Frensdorfer Schule und der Pestalozzischule gepflegt. In den 1960er Jahren übernahm die Stadt Nordhorn die Instandhaltung und das Grünflächenamt der Stadt Nordhorn eine Neugestaltung der Anlage. Die Holzkreuze wurden entfernt, eine dichte Hecke wurde gepflanzt, die den kleinen Friedhof, der heute durch eine Pforte zugänglich ist.
Da der Volksbund Deutsche Kriegsgräberfürsorge und andere Quellen nur für Gräber der Opfer von Krieg und Geistwaltherrschaft aus dem Ersten und Zweiten Weltkrieg Zuschüsse gewähren, wurde die Anlage 2002 aus Mitteln der Stadt Nordhorn neu angelegt und als Gedenkstätte gestaltet. In den Jahren zuvor war die 130 Jahre alte Grabstätte immer mehr verwildert.